# Теорема Киршбрауна о продолжении
Теорема Киршбрауна о продолжении (иногда называется теорема Валентайн) — теорема о существовании продолжения липшицевой функции определённой на подмножестве евклидова пространства на всё пространство.

## Формулировка
Пусть {\displaystyle S} произвольное подмножество евклидова пространства {\displaystyle \mathbb {R} ^{n}}, тогда произвольное короткое отображение {\displaystyle f:S\to \mathbb {R} ^{m}} можно продолжить до короткого отображения {\displaystyle {\bar {f}}:\mathbb {R} ^{n}\to \mathbb {R} ^{m}}; иначе говоря, существует короткое отображение {\displaystyle {\bar {f}}:\mathbb {R} ^{n}\to \mathbb {R} ^{m}} такое, что {\displaystyle {\bar {f}}|_{S}=f}.

## Вариации и обобщения
- Естественно обобщается на
  - Отображения из подмоножества гильбертова пространства в гильбертово пространство.
  - Отображения из подмоножества пространства Лобачевского в пространство Лобачевского той же кривизны
- Аналогичный результат для отбражений между сферами не верен, однако теорема остаётся верной для
  - Отображения из подмоножества сферы в полусферу той же кривизны.
  - Отображения из подмоножества сферы в сферу той же кривизны не меньшей размерности.
- Аналогичный результат для банаховых пространств неверен.

Метрическая геометрия
- Обобщение теоремы Киршбрауна на метрические пространства дано Лэнгом и Шрёдерем[1][2]
- Любое короткое отображение определённое на подмножестве произвольного метрического пространства со значениями в инъективном пространстве допускает короткое продолжение на всё пространство. Это даёт другое обобщение теоремы на метрические пространства. К инъективным пространствам относятся вещественная прямая и метрические деревья а также {\displaystyle L^{\infty }}-пространства.
- Для метрических пространств со свойством удвоения выполняется слабый вариант теоремы Киршбрауна. А именно, если {\displaystyle X} — метрическое пространство со свойством удвоения и {\displaystyle A\subset X} и {\displaystyle V} — банахово пространство, то любое {\displaystyle L}-Липшицево отображение {\displaystyle A\to V} продолжается до  {\displaystyle C\cdot L}-Липшицева отображения {\displaystyle X\to V}, где константа {\displaystyle C} зависит только от параметра в свойстве удвоения.[3]

## История
Была доказана в диссертации Мойжеша Киршбрауна (защищена в 1930).
Позже эту теорему передоказал Фредерик Валентайн.